# Politie Utrecht
De politieregio Utrecht was een politieregio in Nederland die 29 gemeenten omvatte met ruim 1,2 miljoen inwoners en een oppervlakte had van 1439 km². De korpssterkte was ongeveer 3800 man.
Bij de invoering van de Nationale Politie op 1 januari 2013 is Politie Utrecht samengevoegd met de voormalige politieregio's Flevoland en Gooi en Vechtstreek tot de Regionale Eenheid Midden-Nederland, een van de tien regionale eenheden.

## Beheer
- Politiechef: Martin Sitalsing (voorheen Miriam Barendse, daarvoor Stoffel Heijsman)
- Burgemeester centrumgemeente: Sharon Dijksma, burgemeester van Utrecht

## Organisatie
De regio was verdeeld in districten. De districten waren verdeeld in wijken. Elke wijk had een wijkteam. Elk wijkteam had een of meer werkgebieden.

### Districten
- district Binnensticht
- district Eemland noord
- district Eemland zuid
- district Heuvelrug
- district Lekstroom
- district Rijn & Venen
- district Utrecht stad

Bestaande regionale politieeenheden:
Noord-Nederland ·
Oost-Nederland ·
Midden-Nederland ·
Noord-Holland ·
Amsterdam ·
Den Haag ·
Rotterdam ·
Zeeland - West-Brabant ·
Oost-Brabant ·
Limburg ·
Eenheid Landelijke Expertise en Operaties ·
Eenheid Landelijke Opsporing en Interventies

Voormalige eenheden:
Landelijke Eenheid
Voormalige regiokorpsen:
Politie Groningen ·
Politie Fryslân ·
Politie Drenthe ·
Politie IJsselland ·
Politie Twente ·
Politie Noord- en Oost-Gelderland ·
Politie Gelderland-Midden ·
Politie Gelderland-Zuid ·
Politie Utrecht ·
Politie Noord-Holland-Noord ·
Politie Zaanstreek-Waterland ·
Politie Kennemerland ·
Politie Amsterdam-Amstelland ·
Politie Gooi en Vechtstreek ·
Politie Haaglanden ·
Politie Hollands Midden ·
Politie Rotterdam-Rijnmond ·
Politie Zuid-Holland-Zuid ·
Politie Zeeland ·
Politie Midden- en West-Brabant ·
Politie Brabant-Noord ·
Politie Brabant-Zuidoost ·
Politie Limburg-Noord ·
Politie Limburg-Zuid ·
Politie Flevoland ·